# ギャスパー・ノエ
ギャスパー（ガスパル）・ノエ（Gaspar Noé、1963年12月27日 - ）は、アルゼンチン・ブエノスアイレス出身の映画監督・脚本家である。

## 略歴
父ルイス・フェリペ・ノエは画家。子供時代の数年間をニューヨークで過ごし、1976年にフランスに移住。パリのエコール・ルイ・リュミエール(fr)で映画を学んだ。
監督デビュー作は、短編映画『Tintarella di luna』（1985年）。そして中編映画『カルネ』（1991年）で、カンヌ国際映画祭の批評家週間賞を受賞し、その続編となる初長編映画『カノン』（1998年）で世界的なセンセーションを巻き起こした。その後、モニカ・ベルッチとヴァンサン・カッセルが共演した問題作『アレックス』（2002年）がカンヌ国際映画祭で正式上映され、世界に衝撃を与えるなど、観客を挑発し続けるフランス映画界の鬼才と呼ばれている。

## 監督作品
- カノン Seul contre tous  (1998)
- アレックス Irreversible  (2002)
- エンター・ザ・ボイド Enter The Void (2009)
- LOVE 3D（英語版）Love (2015)
- CLIMAX クライマックス Climax (2018)
- ルクス・エテルナ 永遠の光（英語版） Lux Æterna (2019)
- VORTEX ヴォルテックス（英語版） Vortex (2021)

## その他
- Tintarella di luna (1985) 短編映画
- Pulpe amère (1987) 短編映画
- カルネ Carne  (1991) 中編映画
- Une expérience d'hypnose télévisuelle (1995) 短編映画
- Sodomites (1998) 短編映画
- Intoxication (2002) 短編映画
- Eva (2005) 短編映画
- Destricted (2006) 短編映画
- SIDA (2006) 短編映画
- 8 -Eight- 8 (2008) オムニバス映画
- セブン・デイズ・イン・ハバナ 7 Days in Havana (2012) オムニバス映画

## 関連文献
- PUBLIC-IMAGE.ORG インタビュー